# Hirsutonuphis intermedia
Hirsutonuphis intermedia är en ringmaskart som beskrevs av Paxton 1996. Hirsutonuphis intermedia ingår i släktet Hirsutonuphis och familjen Onuphidae. Inga underarter finns listade i Catalogue of Life.